# Gabriel Cocha
Gabriel Cocha (Comodoro Rivadavia, Provincia de Chubut, el 8 de enero de 1971) es un ex-baloncestista argentino que habitualmente se desempeñaba como escolta, aunque podía actuar como base o como alero de acuerdo a la situación y necesidades de su equipo. Desarrolló toda su carrera como profesional en la Liga Nacional de Básquet, compitiendo durante 23 temporadas consecutivas. Jugó un total de 959 partidos en los que anotó 10.761 puntos. Aunque actuó en siete clubes diferentes, su figura quedó muy identificada con el Club Gimnasia y Esgrima de Comodoro Rivadavia, al punto tal que la institución patagónica retiró el número 8 de su plantilla a modo de homenaje a su persona.
Con la selección de básquetbol de Argentina obtuvo la medalla de oro en los Juegos Panamericanos de 1995, algo que nunca se había logrado antes. 
Es padre del también baloncestista Tomás Cocha. 

## Trayectoria
Formado en la cantera de Federación Deportiva, Cocha inició su carrera como profesional en 1988 con el Deportivo San Andrés, pasando luego por otros clubes como Boca Juniors, Regatas y Belgrano de San Nicolás de los Arroyos, Obras Sanitarias y Olímpico, hasta consumar su retiro en 2010. Sin embargo fue en Gimnasia y Esgrima de Comodoro Rivadavia donde su carrera alcanzó su mayor brillo: con el club patagónico disputó 9 temporadas, en las que anotó 5956 puntos, lo que lo convirtió en el máximo goleador histórico del club en LNB, ya que su marca no ha sido superada hasta la fecha; a su vez el jugador fue una pieza clave para su equipo en la obtención del campeonato en la temporada 2005-06, el primero en la historia de la institución. 

### Clubes
| Club                           | País      | Año         |
| ------------------------------ | --------- | ----------- |
| Deportivo San Andrés           | Argentina | 1988 - 1991 |
| Gimnasia de Comodoro Rivadavia | Argentina | 1991 - 1992 |
| Regatas de San Nicolás         | Argentina | 1992 - 1993 |
| Boca Juniors                   | Argentina | 1993 - 1994 |
| Gimnasia de Comodoro Rivadavia | Argentina | 1994 - 1998 |
| Belgrano de San Nicolás        | Argentina | 1998 - 1999 |
| Boca Juniors                   | Argentina | 1999 - 2003 |
| Gimnasia de Comodoro Rivadavia | Argentina | 2003 - 2007 |
| Obras Sanitarias               | Argentina | 2007 - 2009 |
| Olímpico                       | Argentina | 2009 - 2010 |

## Selección nacional
Cocha fue miembro de los seleccionados juveniles de baloncesto de Argentina, llegando a participar, entre otros torneos, del Campeonato Mundial de Baloncesto Sub-22 Masculino de 1993 junto con otros jugadores que serían futuras estrellas de la LNB como Jorge Racca, Sebastián Ginóbili, Gabriel Díaz, Alejandro Montecchia y los hermanos Daniel Farabello y Claudio Farabello.
Con el seleccionado de mayores actuó en el Campeonato Sudamericano de Baloncesto de 1989 y de 1993 -en los que el equipo terminó como subcampeón-, y en el torneo de baloncesto de Juegos Panamericanos de 1995, el cual Argentina terminó conquistando.  

## Palmarés

### Campeonatos nacionales
- Liga Nacional de Básquet (1)

Gimnasia y Esgrima de Comodoro Rivadavia: 2005/06.

### Selección nacional

#### Juveniles
- Campeonato Sudamericano de Baloncesto de Cadetes
  -  1988
  -  1989
- Campeonato Sudamericano de Baloncesto Juvenil
  -  1988
  -  1990
- Campeonato FIBA Américas Sub-22
  -  1993
- Campeonato Mundial de Baloncesto Sub-22
  -  1993

#### Absoluta
- Campeonato Sudamericano de Baloncesto
  -  1989
  -  1993
- Juegos Panamericanos de 1995
  -  1995

### Distinciones
- MVP de las Finales de la LNB (2005/06).